# Провотар Олександр Іванович
Олекса́ндр Іва́нович Провота́р (нар. 30 квітня 1958, смт Димер Вишгородського району Київської області) — український вчений-кібернетик, доктор фізико-математичних наук, професор, Лауреат Державної премії України в галузі науки і техніки (2003).

## Біографія
Народився 30 квітня 1958 в смт Димер Вишгородського району Київської області.
У 1981 закінчив Київський державний університет ім. Т. Г. Шевченка, факультет кібернетики, за спеціальністю «прикладна математика».
1988 — закінчив аспірантуру Інституту кібернетики імені В. М. Глушкова НАН України.
1989 — захистив кандидатську дисертацію на тему «S-трансляції та їх застосування для побудови пакетів програм математичної обробки даних». Науковий керівник —академік НАН України Сергієнко І. В..
1997 — захистив докторську дисертацію на тему «Категорні методи в теорії метаматематичних моделей рекурсії».
З 2003 — завідувач кафедри інформаційних систем факультету кібернетики Київського національного університету імені Тараса Шевченка.
Викладає наступні дисципліни:
- логіко-алгебраїчні моделі в інформаційних технологіях
- дискретна математика
- теорія формальних систем
- штучний інтелект
- біоінформатика.

Член експертної ради ВАК України (2006—2008). Член спеціалізованої вченої ради Інституту кібернетики імені В. М. Глушкова НАН України. Член спеціалізованої вченої ради Київського національного університету імені Тараса Шевченка. Член науково-методичної комісії Міністерства освіти і науки, молоді та спорту України з програмної інженерії.
Під керівництвом Провотаря О. І. захищено 10 кандидатських дисертацій.

## Сфера наукових інтересів
Теорія абстрактних обчислювальних структур (теорія категорій), некласичні логіки, біоінформатика, програмування.

## Публікації
- Провотар А. И. Геометрия рекурсии для арифметических и экзистенциально определимых отношений // КИСА, № 5, 1996.
- Сергиенко И. В., Парасюк И. Н., Провотар А. И. О применении категорных методов в Computer Sciense // КИСА, № 4, 2000.
- Василик П. В., Провотар А. И. К вопросу о формальных моделях в исследовании критических скоростей // КИСА, № 4, 2002.
- Ченцов А. И., Провотар А. И. Обобщение теоремы Кантора-Бернштейна для булевых топосов // Компьютерная математика, Институт кибернетики им. В. М. Глушкова, 1/2003.
- Ченцов А. И., Провотар А. И. Конечные декартовы произведения объектов натуральных чисел в топосах // Компьютерная математика, Институт кибернетики им.  В. М. Глушкова, 1/2004.
- Василик П. В., Провотар А. И. О паралогичности некоторых логических построений // КИСА, № 3, 2008.
- Katerynich L., Provotar A. Neural networks diagnostics in Homeopath system // Information Technologies and Knowledge, vol. 15/2008.
- Katerynich L., Provotar A. Homeopath: Diagnostic information system // Journal of Mathematics and Applications, #32, 2010.
- Кривий С. Л., Провотар О. І. Вступ до некласичної математичної логіки. Видавництво Київського національного університету. — 2010.
- Сергієнко І. В., Кривий С. Л., Провотар О. І. Алгебраїчні аспекти інформаційних технологій. — К.: Наукова думка. — 2011.
- Mathematical foundations for designing and development of intelligent systems of information analysis / D. O. Terletskyi, O. I. Provotar // Проблеми програмування. – 2014. – V. 2-3. – С. 233—241.
- Object-Oriented Dynamic Networks / D. O. Terletskyi, A. I. Provotar // Computational Models for Business and Engineering Domains, ITHEA, Rzeszow. – 2014.
- A methodology of structured-modular composition programming / I. N. Parasyuk, A. I. Provotar, I. A. Zalozhenkova // Cybernetics and Systems Analysis. – 1995. – 31 (1). – p. 123—130.
- Fuzzy Object-Oriented Dynamic Networks / D. A. Terletskyi, A. I. Provotar // Cybernetics and Systems Analysis. – 2015. – 51 (1) . – p. 34-40.
- Provotar O. Systems of Logical Inference and Their Applications 24th International Workshop, Concurrency, Specification & Programming. – 2015. – V. 2. – p. 111—119.
- Нейронечеткие модели диагностики в системе Н-Гомеопат / Л. А. Катеринич, А. И. Провотар // Науковий журнал «Проблеми програмування» . – 2010. – Т.11 (2-3) . – С.636-641.